# Džoker
 Ovo je glavno značenje pojma Džoker. Za druga značenja pogledajte Džoker (razdvojba).
Džoker (en. Joker - šaljivčina) je posebna igraća karta koja nema boju niti vrijednost i može zamijeniti svaku drugu kartu. U nekim igrama (Juker) je to najjača karta. Na karti je obično nacrtana dvorska luda. U špilovima se nalaze dva ili tri džokera.

## Povijest
Smatra se da ime džoker potječe od pogrešnog izgovora riječi "Jucker", njemačkog naziva za igru Juker (en. Euchre), igre u kojoj je ta karta prvi put uvedena (oko 1860.).

## Korištenje u igrama
- Džoker se ne koristi u većini igara. Neke od njih su:
  - Preferans
  - Baccarat
  - Belot
  - Blackjack
  - Vist
  - Šnaps ...
- Igre u kojima džoker mijenja bilo koju kartu:
  - Burraco
  - Kanasta
  - Remi
- Igre u kojima je džoker najjača karta:
  - Juker

## Utjecaj
Riječ džoker je ušla u široku upotrebu sa značenjima sličnim onim u kartama, a najčešće simbolizira iznenađenje, odnosno osigurava uspjeh ("MMF: Stari džoker za novu Vladu", "Crni kim - imunološki džoker").